# Zimní stadion Luďka Čajky
Le Zimní stadion Luďka Čajky est une patinoire située à Zlín en République tchèque.

## Description
Elle ouvre en 1957. Elle porte le nom du joueur de hockey sur glace Luděk Čajka.
La patinoire accueille notamment l'équipe de hockey sur glace du PSG Zlín de l'Extraliga. La patinoire a une capacité de 7 000 spectateurs.